# Henrique Rocha
Henrique Rocha, né le 6 avril 2004 à Porto, est un joueur de tennis portugais.

## Biographie

### Débuts amateurs
Henrique Rocha part vivre à Lisbonne à 15 ans pour le tennis, après être devenu le champion du Portugal dans la catégorie moins de 14 ans puis moins de 16 ans,. En 2020, il devient le premier joueur né en 2004 à battre un membre du top 600 mondial, son compatriote Tiago Cação (en).

### Carrière professionnelle
Henrique Rocha fait ses débuts professionnels en 2023, alors âgé de seulement 18 ans, à l'occasion du tournoi d'Estoril, où il doit d'abord passer par le tournoi de qualification,. Durant ce dernier, il bat successivement deux joueurs de tennis mieux classés, Ryan Peniston (en) et Maté Valkusz (en),. Cette même année, il commencer une collaboration avec un premier entraîneur, Pedro Sousa. L'année suivante, il remporte son premier titre, le challenger de Murcie, en finale face à Nikoloz Basilashvili. Ainsi, il rentre dans le top 200 mondial à 19 ans seulement. Il reçoit une wild card pour le tournoi d'Estoril,, mais est éliminé dès le premier tour par la tête de série Gaël Monfils.
En mai 2025, il fait ses débuts dans les tournois du Grand Chelem lors de Roland-Garros où il parvient à s'y qualifier en battant Luca Van Assche en trois sets, au dernier tour. Au 1er tour, il affronte Basilashvili qu'il défait en cinq sets, dans un match serré où aucun joueur ne parvient à remporter deux manches consécutives. Qualifié pour le prochain tour, il affronte la tête de série numéro 19 Jakub Menšík. Ce dernier remporte facilement les deux premiers sets (6-2, 6-1), avant de voir Rocha gagner les trois prochaines manches et se qualifier pour le 3e tour du tournoi,,. Le Portugal parvient ainsi pour la première fois de son histoire à envoyer deux représentants en seizièmes de finale de Roland-Garros, Nuno Borges s'étant également qualifié.

## Parcours dans les tournois duGrand Chelem

### En simple
| Année | Open d'Australie | Open d'Australie | Internationaux de France | Internationaux de France | Wimbledon | Wimbledon | US Open | US Open |
| ----- | ---------------- | ---------------- | ------------------------ | ------------------------ | --------- | --------- | ------- | ------- |
| 2025  | —                | —                | 3e tour (1/16)           | Alexander Bublik         | —         | —         |         |         |

N.B. : à droite du résultat se trouve le nom de l'ultime adversaire.

## Victoires sur le top 10
Toutes ses victoires sur des joueurs classés dans le top 10 de l'ATP lors de la rencontre.
| Légende      |
| Grand Chelem |
| Masters 1000 |
| ATP 500      |
| ATP 250      |
| Coupe Davis  |

| # | H.R.   | Tournoi     | Année | Surface    | Adversaire  | Rang | Tour   | Score    |
| - | ------ | ----------- | ----- | ---------- | ----------- | ---- | ------ | -------- |
| 1 | no 159 | Coupe Davis | 2024  | Dur (int.) | Casper Ruud | no 9 | Poules | 6-3, 6-4 |

## Classements ATP en fin de saison
| Année          | 2021 | 2022 | 2023 | 2024 |
| Rang en simple | 1591 | 850  | 246  | 171  |
| Rang en double | 2182 | 700  | 229  | 255  |

Source : (en) Classements de Henrique Rocha sur le site officiel de la Fédération internationale de tennis